# Saint-Victor-Rouzaud
Saint-Victor-Rouzaud è un comune francese di 229 abitanti situato nel dipartimento dell'Ariège nella regione dell'Occitania.

## Società

### Evoluzione demografica
Abitanti censiti